# Jordbävningen i Chillán 1939
Jordbävningen i Chillán 1939 var en stor jordbävning i södra-centrala Chile. Den inträffade den 24 januari 1939 med en intensitet på 8.3 MS. Dödssiffran låg på runt 30 000 personer, jämfört med 3 000 under jordbävningen i Valdivia 1960.